# ماك روث
ماك روث (بالإنجليزية: Mac Ruth)‏ هو مهندس الصوت أمريكي، ولد في 7 مايو 1967 في إلينسبورغ في الولايات المتحدة.

## وصلات خارجية
- الموقع الرسمي
- ماك روث على موقع IMDb (الإنجليزية)
- ماك روث على موقع قاعدة بيانات الفيلم (الإنجليزية)